# Gabirobius
Gabirobius is een geslacht van wantsen uit de familie van de Tingidae (Netwantsen). Het geslacht werd voor het eerst wetenschappelijk beschreven door Schouteden in 1955.

## Soorten
Het genus is monotypisch en bevat alleen de volgende soort:

- Gabirobius basilewskyi Schouteden, 1955